# Automolis forsteri
Automolis forsteri là một loài bướm đêm thuộc phân họ Arctiinae, họ Erebidae.